# Ерік Петерсен (веслувальник)
Ерік Петерсен (дан. Erik Petersen, 23 вересня 1939 — 21 лютого 2025) — данський академічний веслувальник.
Олімпійський чемпіон 1964 року в складі розпашної четвірки без стернового.
Бронзовий призер Чемпіонату світу 1970 року в складі розпашної четвірки без стернового.
Срібний призер Чемпіонату Європи 1964 року в складі розпашної четвірки без стернового.